# Mulay
Mulay o muley —de l'àrab clàssic مولايّ, mawlāy, literalment ‘el meu senyor’ o ‘monsenyor’, a partir de la pronunciació dialectal marroquina; són també comunes les transcripcions franceses moulay i mouley— és un títol honorífic islàmic que, al Marroc, duen o s'atorga als sobirans sadites i alauites, descendents d'al-Hàssan ibn Alí, net del profeta Muhàmmad. És l'equivalent marroquí del títol sàyyid (‘senyor’), utilitzat a la resta del món àrab i islàmic, i que al Marroc només es feia servir davant el nom Muhàmmad; de fet, s'emprava davant d'aquest nom, aquest es deturpava deliberadament a Mahàmmad. És sobretot portat pels sultans de dues dinasties, la sadita i l'alauita. Avui dia està prohibit afegir mulay al patronímic sense provar la descendència del Profeta.

## Mahàmmad
Mahàmmad és una alteració del nom Muhàmmad usada principalment per alguns sultans sadites del Marroc, causada pel fet que al nom Muhàmmad no es podia avantposar el títol de mulay, mentre que amb la variant Mahàmmad, si que estava permès. Aquests sultans foren:
- Mahàmmad I al-Mahdi
- Mahàmmad II al-Maslukh
- Mahàmmad III al-Gillizi
- Mahàmmad ibn al-Mansur
- Mahàmmad aix-Xaykh as-Saghir (de Marràqueix)